# Cala Xarraca
La playa Cala Xarraca está situada en San Juan Bautista, en la parte norte de la isla de Ibiza, en la comunidad autónoma de las Islas Baleares, España.
Es una playa rústica que tradicionalmente es frecuentada por pescadores de la zona.